# Clermont Gaels
 (février 2024).
Si vous disposez d'ouvrages ou d'articles de référence ou si vous connaissez des sites web de qualité traitant du thème abordé ici, merci de compléter l'article en donnant les références utiles à sa vérifiabilité et en les liant à la section « Notes et références ».
Le Clermont Gaelic Football Club (également appelé "Les bougnats") est un club de sports gaéliques (football gaélique, hurling, camogie, handball gaélique) situé à Clermont-Ferrand.

## Historique

### Origines et création du club
Sous l'impulsion de deux étudiants et avec l'aide de l'association "La Ballade Irlandaise", une première initiation s'est déroulée le 17 mai 2008, sur les terrains de la Plaine des Jeux du Marais à Lempdes. Une quinzaine de personnes était présente.
En septembre 2008, des entraînements réguliers ont lieu au stade municipal, tous les jeudis.
La première rencontre est organisée face à Nantes en novembre 2008. L'équipe auvergnate organise un tournoi à domicile le 28 mars 2009 avec les équipes parisienne, rennaise, nantaise et lyonnaise.
Après une année 2010 en sommeil, les Bougnats ont participé aux trois manches de la conférence Est lors de la saison 2011.
Lors de la saison 2011-2012, l'équipe des Clermont Gaels s'est fortement étoffée avec une trentaine de licenciés. Grâce aux entraînements le samedi matin à 10h et le mercredi soir à 19h au stade Leclanché, les auvergnats ont accroché la deuxième place au tournoi de Toulouse et deux troisièmes places aux tournois de Clermont et de Lyon. Depuis mars 2012, l'équipe de Clermont-Ferrand possède son propre maillot, avec des couleurs jaune et bleue.

### Accession à la première division
Depuis 2017, le club évolue en première division du championnat.
Il remporte à ce titre la première manche du championnat 2020 à la suite d'une victoire en finale contre Bordeaux. La crise liée à la pandémie de coronavirus écourtera cependant cette saison prometteuse.
Après quasiment un an et demi de privation de compétition, le club accueille la première manche du tournoi élite de la saison 2021-2022. Clermont terminera à la deuxième place de ce tournoi à 9 contre 9, à la suite d'une défaite en finale contre Nantes.

## Résultats et palmarès
| Année | Classement final |
| ----- | --- |
| 2009  | 7e du général |
| 2011  | 4e de la Conférence Est |
| 2012  | 3e du Groupe Fédéral A Vainqueur du Shield du Championnat de France                                                                |
| 2013  | 4e du Groupe Fédéral A Vainqueur du Shield du Championnat de France                                                                |
| 2014  | 5edu Groupe Fédéral A Vainqueur du Championnat de France "Honneur" Championnat d'Europe "Intermediate"                             |
| 2015  | Vainqueur du championnat de France "Honneur"                                                                                       |
| 2016  | Vainqueur du championnat d'Europe - catégorie "Junior" On notera une demi-finale épique ayant confronté les Slovaques à Bruxelles. |